# CONCACAF Champions League 2012-2013
La CONCACAF Champions League 2012-2013 è stata la 48ª edizione della CONCACAF Champions League e la quinta con questo formato. Il torneo è iniziato il 31 luglio 2012 ed è terminato il 1º maggio 2013. Il Monterrey ha vinto il trofeo per la terza volta consecutiva, battendo in finale il Santos Laguna e qualificandosi per la Coppa del mondo per club FIFA 2013.

## Formula
Le squadre partecipanti erano ventiquattro e provenivano dalle tre associazioni regionali che compongono la CONCACAF: la North American Football Union, la Central American Football Union e la Caribbean Football Union. Nove provengono dal Nord America, dodici dalla zona del Centro America, e tre dai Caraibi.
Le squadre, per partecipare al torneo, dovevano rispettare i criteri imposti dalla CONCACAF per quanto riguarda gli stadi. Se le squadre aventi diritto a partecipare non avevano uno stadio casalingo in grado di soddisfare i criteri richiesti potevano indicarne un altro a norma presente nel proprio paese. Se un club non fosse riuscito a trovare un impianto adeguato per la competizione sarebbe stato escluso dalla manifestazione.

### Fase a gironi
Rispetto alle edizioni precedenti, non era più previsto il turno preliminare. Le 24 squadre sono state così divise in 8 gruppi da tre squadre ciascuno e si sono affrontate tra di loro in match di andata e ritorno. La prima classificata di ciascun gruppo ha guadagnato l'accesso alla fase a eliminazione diretta.

### Fase a eliminazione diretta
Le otto squadre qualificate sono state classificate in base ai punti ottenuti nel girone e poi accoppiate seguendo un tabellone di tipo tennistico. Ciascun turno della fase a eliminazione diretta (quarti di finale, semifinali e finale) si è svolto su due partite (andata e ritorno). In caso di parità nel risultato aggregato, il passaggio del turno è stato deciso applicando la regola dei gol fuori casa.

## Date
| Fase                        | Turno            | Sorteggio                     | Andata                  | Ritorno                 |
| --------------------------- | ---------------- | ----------------------------- | ----------------------- | ----------------------- |
| Fase a gironi               | Prima giornata   | 5 giugno 2012 (New York, USA) | 31 luglio-2 agosto 2012 | 31 luglio-2 agosto 2012 |
| Fase a gironi               | Seconda giornata | 5 giugno 2012 (New York, USA) | 21-23 agosto 2012       | 21-23 agosto 2012       |
| Fase a gironi               | Terza giornata   | 5 giugno 2012 (New York, USA) | 28-30 agosto 2012       | 28-30 agosto 2012       |
| Fase a gironi               | Quarta giornata  | 5 giugno 2012 (New York, USA) | 18-20 settembre 2012    | 18-20 settembre 2012    |
| Fase a gironi               | Quinta giornata  | 5 giugno 2012 (New York, USA) | 25-27 settembre 2012    | 25-27 settembre 2012    |
| Fase a gironi               | Sesta giornata   | 5 giugno 2012 (New York, USA) | 23-25 ottobre 2012      | 23-25 ottobre 2012      |
| Fase a eliminazione diretta | Quarti di finale | 5 giugno 2012 (New York, USA) | 5-7 marzo 2013          | 12-14 marzo 2013        |
| Fase a eliminazione diretta | Semifinali       | 5 giugno 2012 (New York, USA) | 2-4 aprile 2013         | 9-11 aprile 2013        |
| Fase a eliminazione diretta | Finale           | 5 giugno 2012 (New York, USA) | 24 aprile 2013          | 1º maggio 2013          |

## Squadre partecipanti
| Nazione             | Club                  | Qualificazione                                                        |
| ------------------- | --------------------- | --------------------------------------------------------------------- |
| Messico 4 posti     | Tigres UANL           | Campione Torneo Apertura 2011                                         |
| Messico 4 posti     | Santos Laguna         | Campione Torneo Clausura 2012 Vicecampione Torneo Apertura 2011       |
| Messico 4 posti     | Chivas                | Non-finalista con il maggior numero di punti nel Torneo Apertura 2011 |
| Messico 4 posti     | Monterrey             | Vicecampione Torneo Clausura 2012                                     |
| Stati Uniti 4 posti | Los Angeles Galaxy    | Campione MLS Cup 2011 Vincitore MLS Supporters' Shield 2011           |
| Stati Uniti 4 posti | Seattle Sounders      | Vincitore U.S. Open Cup 2011                                          |
| Stati Uniti 4 posti | Houston Dynamo        | Vicecampione MLS Cup 2011                                             |
| Stati Uniti 4 posti | Real Salt Lake        | Terzo posto nel MLS Supporters' Shield 2011                           |
| El Salvador 3 posti | Isidro Metapán        | Campione Torneo Apertura 2011                                         |
| El Salvador 3 posti | Águila                | Campione Torneo Clausura 2012                                         |
| El Salvador 3 posti | FAS*                  | Non-campione con il maggior numero di punti nella stagione 2011-2012  |
| Costa Rica 2 posti  | Alajuelense           | Campione Campeonato de Invierno 2011                                  |
| Costa Rica 2 posti  | Herediano             | Campione Campeonato de Verano 2012                                    |
| Honduras 2 posti    | Olimpia               | Campione Torneo Apertura 2011 e Clausura 2012                         |
| Honduras 2 posti    | Marathón              | Non-campione con il maggior numero di punti nella stagione 2011-2012  |
| Guatemala 2 posti   | Municipal             | Campione Torneo Apertura 2011                                         |
| Guatemala 2 posti   | Xelajú                | Campione Torneo Clausura 2012                                         |
| Panama 2 posti      | Chorrillo             | Campione Torneo Apertura 2011                                         |
| Panama 2 posti      | Tauro                 | Campione Torneo Clausura 2012                                         |
| Nicaragua 1 posto   | Real Estelí           | Campione Primera División 2011-12                                     |
| Canada 1 posto      | Toronto FC            | Vincitore Canadian Championship 2012                                  |
| CFU 3 posti         | Caledonia AIA         | Campione CFU Club Championship 2012                                   |
| CFU 3 posti         | W Connection          | Vicecampione CFU Club Championship 2012                               |
| CFU 3 posti         | Puerto Rico Islanders | Terzo classificato CFU Club Championship 2012                         |

* = Il posto era in origine assegnato al Belize (Belize Defence Force), ma la federazione non ha soddisfatto i criteri per gli stadi richiesti dalla CONCACAF, così il posto vacante è stato assegnato a El Salvador, sulla base dei risultati della stagione precedente.

## Sorteggio
Il sorteggio per la fase a gironi si è svolto nella sede della CONCACAF a New York il 5 giugno 2012.
| Urna A      | Urna A        | Urna A             | Urna A                |
| ----------- | ------------- | ------------------ | --------------------- |
| Tigres UANL | Santos Laguna | Los Angeles Galaxy | Seattle Sounders      |
| Herediano   | Olimpia       | Xelajú             | Chorrillo             |
| Urna B      |               |                    |                       |
| Chivas      | Monterrey     | Houston Dynamo     | Real Salt Lake        |
| Alajuelense | Marathón      | Isidro Metapán     | Toronto FC            |
| Urna C      |               |                    |                       |
| Municipal   | Tauro         | Águila             | Real Estelí           |
| FAS         | Caledonia AIA | W Connection       | Puerto Rico Islanders |

## Fase a gironi
Fonte:CONCACAFChampions.com

### Gruppo 1
|               | ÁGU   | SAN   | TOR   |
| Águila        |       | 0 – 4 | 0 – 3 |
| Santos Laguna | 5 – 0 |       | 1 – 0 |
| Toronto FC    | 5 – 1 | 1 – 3 |       |

| Squadra       | Pt | G | V | N | P | GF | GS | DR  |
| ------------- | -- | - | - | - | - | -- | -- | --- |
| Santos Laguna | 12 | 4 | 4 | 0 | 0 | 13 | 1  | +12 |
| Toronto FC    | 6  | 4 | 2 | 0 | 2 | 9  | 5  | +4  |
| Águila        | 0  | 4 | 0 | 0 | 4 | 1  | 17 | -16 |

Legenda:

      Avanza ai Quarti di finale

### Gruppo 2
|                | HER   | RSL   | TAU   |
| Herediano      |       | 1 – 0 | 2 – 1 |
| Real Salt Lake | 0 – 0 |       | 2 – 0 |
| Tauro          | 0 – 1 | 0 – 1 |       |

| Squadra        | Pt | G | V | N | P | GF | GS | DR |
| -------------- | -- | - | - | - | - | -- | -- | -- |
| Herediano      | 10 | 4 | 3 | 1 | 0 | 4  | 1  | +3 |
| Real Salt Lake | 7  | 4 | 2 | 1 | 1 | 3  | 1  | +2 |
| Tauro          | 0  | 4 | 0 | 0 | 4 | 1  | 6  | -5 |

Legenda:

      Avanza ai Quarti di finale

### Gruppo 3
|                | FAS   | HOU   | OLI   |
| FAS            |       | 1 – 3 | 2 – 1 |
| Houston Dynamo | 4 – 0 |       | 1 – 1 |
| Olimpia        | 3 – 0 | 1 – 1 |       |

| Squadra        | Pt | G | V | N | P | GF | GS | DR |
| -------------- | -- | - | - | - | - | -- | -- | -- |
| Houston Dynamo | 8  | 4 | 2 | 2 | 0 | 9  | 3  | +6 |
| Olimpia        | 5  | 4 | 1 | 2 | 1 | 6  | 4  | +2 |
| FAS            | 3  | 4 | 1 | 0 | 3 | 3  | 11 | -8 |

Legenda:

      Avanza ai Quarti di finale

### Gruppo 4
|                  | CAL   | MAR   | SEA   |
| Caledonia AIA    |       | 0 – 0 | 1 – 3 |
| Marathón         | 2 – 1 |       | 2 – 3 |
| Seattle Sounders | 3 – 1 | 3 – 1 |       |

| Squadra          | Pt | G | V | N | P | GF | GS | DR |
| ---------------- | -- | - | - | - | - | -- | -- | -- |
| Seattle Sounders | 12 | 4 | 4 | 0 | 0 | 12 | 5  | +7 |
| Marathón         | 4  | 4 | 1 | 1 | 2 | 5  | 7  | -2 |
| Caledonia AIA    | 1  | 4 | 0 | 1 | 3 | 3  | 8  | -5 |

Legenda:

      Avanza ai Quarti di finale

### Gruppo 5
|                       | MET   | LA    | PRI   |
| Isidro Metapán        |       | 2 – 3 | 3 – 1 |
| Los Angeles Galaxy    | 5 – 2 |       | 4 – 0 |
| Puerto Rico Islanders | 3 – 0 | 0 – 0 |       |

| Squadra               | Pt | G | V | N | P | GF | GS | DR |
| --------------------- | -- | - | - | - | - | -- | -- | -- |
| Los Angeles Galaxy    | 10 | 4 | 3 | 1 | 0 | 12 | 4  | +8 |
| Puerto Rico Islanders | 4  | 4 | 1 | 1 | 2 | 4  | 7  | -3 |
| Isidro Metapán        | 3  | 4 | 1 | 0 | 3 | 7  | 12 | -5 |

Legenda:

      Avanza ai Quarti di finale

### Gruppo 6
|             | ALA   | EST   | UANL  |
| Alajuelense |       | 1 – 0 | 2 – 2 |
| Real Estelí | 0 – 1 |       | 1 – 1 |
| Tigres UANL | 5 – 0 | 4 – 0 |       |

| Squadra     | Pt | G | V | N | P | GF | GS | DR |
| ----------- | -- | - | - | - | - | -- | -- | -- |
| Tigres UANL | 8  | 4 | 2 | 2 | 0 | 12 | 3  | +9 |
| Alajuelense | 7  | 4 | 2 | 1 | 1 | 4  | 7  | -3 |
| Real Estelí | 1  | 4 | 0 | 1 | 3 | 1  | 7  | -6 |

Legenda:

      Avanza ai Quarti di finale

### Gruppo 7
|           | CHO   | MON   | MUN   |
| Chorrillo |       | 0 – 6 | 1 – 2 |
| Monterrey | 5 – 0 |       | 3 – 0 |
| Municipal | 2 – 1 | 0 – 1 |       |

| Squadra   | Pt | G | V | N | P | GF | GS | DR  |
| --------- | -- | - | - | - | - | -- | -- | --- |
| Monterrey | 12 | 4 | 4 | 0 | 0 | 15 | 0  | +15 |
| Municipal | 6  | 4 | 2 | 0 | 2 | 4  | 6  | -2  |
| Chorrillo | 0  | 4 | 0 | 0 | 4 | 2  | 15 | -13 |

Legenda:

      Avanza ai Quarti di finale

### Gruppo 8
|              | CHI   | WCO   | XEL   |
| Chivas       |       | 4 – 0 | 2 – 1 |
| W Connection | 1 – 1 |       | 2 – 2 |
| Xelajú       | 1 – 0 | 3 – 2 |       |

| Squadra      | Pt | G | V | N | P | GF | GS | DR |
| ------------ | -- | - | - | - | - | -- | -- | -- |
| Xelajú       | 7  | 4 | 2 | 1 | 1 | 7  | 6  | +1 |
| Chivas       | 7  | 4 | 2 | 1 | 1 | 7  | 3  | +4 |
| W Connection | 2  | 4 | 0 | 2 | 2 | 5  | 10 | -5 |

Legenda:

      Avanza ai Quarti di finale

## Fase a eliminazione diretta

### Tabellone
|  | Quarti di finale   | Quarti di finale   | Quarti di finale | Quarti di finale | Quarti di finale |  |  | Semifinali         | Semifinali         | Semifinali | Semifinali | Semifinali |   |   | Finale        | Finale        | Finale | Finale | Finale |  |
|  |                    |                    |                  |                  |                  |  |  |                    |                    |            |            |            |   |   |               |               |        |        |        |  |
|  | Tigres UANL        | Tigres UANL        | 1                | 1                | 2                |  |  |                    |                    |            |            |            |   |   |               |               |        |        |        |  |
|  | Seattle Sounders   | Seattle Sounders   | 0                | 3                | 3                |  |  | Seattle Sounders   | Seattle Sounders   | 0          | 1          | 1          |   |   |               |               |        |        |        |  |
|  | Houston Dynamo     | Houston Dynamo     | 1                | 0                | 1                |  |  | Santos Laguna      | Santos Laguna      | 1          | 1          | 2          |   |   |               |               |        |        |        |  |
|  | Santos Laguna      | Santos Laguna      | 0                | 3                | 3                |  |  |                    |                    |            |            |            |   |   | Santos Laguna | Santos Laguna | 0      | 2      | 2      |  |
|  | Herediano          | Herediano          | 0                | 1                | 1                |  |  |                    |                    | Monterrey  | Monterrey  | 0          | 4 | 4 |               |               |        |        |        |  |
|  | Los Angeles Galaxy | Los Angeles Galaxy | 0                | 4                | 4                |  |  | Los Angeles Galaxy | Los Angeles Galaxy | 1          | 0          | 1          |   |   |               |               |        |        |        |  |
|  | Xelajú             | Xelajú             | 1                | 1                | 2                |  |  | Monterrey          | Monterrey          | 2          | 1          | 3          |   |   |               |               |        |        |        |  |
|  | Monterrey          | Monterrey          | 3                | 1                | 4                |  |  |                    |                    |            |            |            |   |   |               |               |        |        |        |  |

### Quarti di finale
Le gare d'andata si sono giocate tra il 5 e il 7 marzo 2013, quelle di ritorno tra il 12 e il 13 marzo.
| Squadra 1      | Totale | Squadra 2          | Andata | Ritorno |
| -------------- | ------ | ------------------ | ------ | ------- |
| Xelajú         | 2 – 4  | Monterrey          | 1 – 3  | 1 – 1   |
| Houston Dynamo | 1 – 3  | Santos Laguna      | 1 – 0  | 0 – 3   |
| Tigres UANL    | 2 – 3  | Seattle Sounders   | 1 – 0  | 1 – 3   |
| Herediano      | 1 – 4  | Los Angeles Galaxy | 0 – 0  | 1 – 4   |

### Semifinali
Le gare d'andata si sono giocate il 2 e il 3 aprile 2013, quelle di ritorno il 9 e il 10 aprile.
| Squadra 1          | Totale | Squadra 2     | Andata | Ritorno |
| ------------------ | ------ | ------------- | ------ | ------- |
| Los Angeles Galaxy | 1 – 3  | Monterrey     | 1 – 2  | 0 – 1   |
| Seattle Sounders   | 1 – 2  | Santos Laguna | 0 – 1  | 1 – 1   |

### Finale
| Torreón 24 aprile 2013, ore 21:00 UTC-5 Andata | Santos Laguna         | 0 – 0 referto | Monterrey | Estadio Corona\| Arbitro: \| Roberto García Orozco \| |
| Arbitro:                                       | Roberto García Orozco |               |           |                                                       |

| Arbitro: | Marco Rodríguez |

|                                            |           |                        |
| de Nigris 60’, 87’ Cardozo 84’ Suazo 90+1’ | Marcatori | 38’ Quintero 50’ Baloy |

## Classifica marcatori
| Gol |  |  | Giocatore              | Squadra            |
| --- |  |  | ---------------------- | ------------------ |
| 6   |  |  | Nicolás Muñoz          | Isidro Metapán     |
| 6   |  |  | Carlos Darwin Quintero | Santos Laguna      |
| 5   |  |  | Humberto Suazo         | Monterrey          |
| 5   |  |  | Aldo de Nigris         | Monterrey          |
| 4   |  |  | Jack McBean            | Los Angeles Galaxy |
| 4   |  |  | Samuel Ochoa           | Seattle Sounders   |
| 4   |  |  | Alan Pulido            | Tigres UANL        |
| 3   |  |  | Neri Cardozo           | Monterrey          |
| 3   |  |  | Abraham Carreño        | Monterrey          |
| 3   |  |  | Edgar Chinchilla       | Xelajú             |
| 3   |  |  | Terry Dunfield         | Toronto FC         |
| 3   |  |  | Marco Fabián           | Chivas             |
| 3   |  |  | Hérculez Gómez         | Santos Laguna      |
| 3   |  |  | Ángel Reyna            | Monterrey          |